# Bocchoris (lépidoptère)
Genre
Bocchoris est un genre  de lépidoptères (papillons) de la famille des Crambidae.

## Liste des espèces
- Bocchoris adalis
- Bocchoris albipunctalis  Shibuya, 1929
- Bocchoris amandalis  Swinhoe, 1903
- Bocchoris aptalis  (Walker, [1866])
- Bocchoris artificalis  (Lederer, 1863)
- Bocchoris borbonensis  Guillermet in Viette & Guillermet, 1996
- Bocchoris chalcidiscalis
- Bocchoris darsanalis  (Druce, 1895)
- Bocchoris gallienalis  (Viette, 1958)
- Bocchoris gueyraudi  (Guillermet, 2003)
- Bocchoris incoalis  Schaus, 1920
- Bocchoris inspersalis  (Zeller, 1852)
- Bocchoris insulalis  Hampson, 1912
- Bocchoris labarinthalis  Hampson, 1912
- Bocchoris marucalis  (Druce, 1895)
- Bocchoris nuclealis  Joannis, 1927
- Bocchoris placitalis
- Bocchoris rufiflavalis  Hampson, 1912
- Bocchoris telphusalis  (Walker, 1859)
- Bocchoris triumphalis  (C. Felder, R. Felder & Rogenhofer in C. Felder, R. Felder & Rogenhofer, 1875)
- Bocchoris trivitralis  Swinhoe, 1895